# Hongqi Shuiku (reservoar i Kina, Sichuan, lat 26,70, long 102,29)
Hongqi Shuiku (kinesiska: 红旗水库) är en reservoar i Kina. Den ligger i provinsen Sichuan, i den sydvästra delen av landet, omkring 470 kilometer söder om provinshuvudstaden Chengdu. Hongqi Shuiku ligger 1 936 meter över havet. Arean är 0,76 kvadratkilometer. I omgivningarna runt Hongqi Shuiku växer i huvudsak blandskog. Den sträcker sig 1,4 kilometer i nord-sydlig riktning, och 1,3 kilometer i öst-västlig riktning.
Genomsnittlig årsnederbörd är 1 137 millimeter. Den regnigaste månaden är juli, med i genomsnitt 320 mm nederbörd, och den torraste är januari, med 3 mm nederbörd.